# Günther Enderlein
Pour les articles homonymes, voir Enderlein.
Günther Enderlein (né le 7 juillet 1872 à Leipzig, et décédé le 11 août 1968 à Wentorf bei Hamburg) était un zoologiste et entomologiste allemand qui se lança plus tard dans la fabrication de produits pharmaceutiques à proximité de Hambourg.

## Biographie
À côté de son travail sur les insectes, Enderlein est aussi connu pour ses hypothèses sur le concept de polymorphisme des micro-organismes et sur les origines du cancer. Appuyées en partie sur le point de vue d'autres chercheurs, ses hypothèses seront réfutées par la médecine moderne[réf. nécessaire].
Cependant, de façon limitée, certains de ses points de vue sont encore populaires actuellement et ont donné naissance à plusieurs nouveaux concepts et hypothèses. Dans les médecines non conventionnelles, quoique controversée, une procédure de diagnostic se fonde sur la microscopie à fond noir d'Enderlein.